# Benedita da Silva
Benedita Sousa da Silva Sampaio (Rio de Janeiro, 26 de abril de 1942) é uma servidora pública, professora, auxiliar de enfermagem, assistente social e política brasileira filiada ao Partido dos Trabalhadores (PT). Foi a 52.ª governadora do Rio de Janeiro e atualmente é deputada federal (2023-2027). É esposa do ator Antônio Pitanga e madrasta da atriz Camila Pitanga e do ator Rocco Pitanga.

## Biografia
Primeira senadora negra do Brasil, também sendo ativista política do Movimento Negro e assumidamente feminista, Benedita Sousa da Silva nasceu no dia 26 de abril de 1942, no Hospital Municipal Miguel Couto, no Rio de Janeiro. Filha da lavadeira Maria da Conceição Sousa da Silva, e do pedreiro e lavador de carro José Tobias da Silva. A família era de baixa renda e residia na favela da Praia do Pinto, no Leblon. Esta comunidade não existe mais, pois foi completamente destruída nos anos 1960 por um incêndio.
Ainda recém-nascida, foi morar na favela do Chapéu-Mangueira, no Leme, onde foi criada. Com uma família numerosa de 14 irmãos, todos precisaram interromper os estudos para ajudar nas despesas do lar. Benedita, apelidada de Bené, passou a trabalhar ainda na infância, vendendo limões e amendoins pelas ruas da cidade. Na adolescência foi trabalhar como tecelã em uma fábrica de tecidos, e em casa ajudava sua mãe a lavar, passar e entregar as roupas dos clientes.
Por ocasião das comemorações do IV Centenário da Cidade do Rio de Janeiro, em 1965, e também por seu ativismo político desde muito cedo, foi indicada como representante do bairro de Copacabana, no concurso de mulheres sambistas promovido pela Prefeitura, tendo sido eleita a Miss IV Centenário. Em 1968 batizou-se nas águas, convertendo-se ao evangelismo, no seguimento Assembleia de Deus.
Nas décadas de 1960-70, a favela do Chapéu-Mangueira sofria tempos de agitação social devido ao regime militar, Benedita da Silva atuava na resistência politica frente a ditadura e as constantes ameaças de remoção, e juntamente com a Dona Marcela. reuniram diversas mulheres e iniciaram um movimento no Chapéu-Mangueira para enfrentar a situação precária da comunidade, para questionar as condições da favela e das faveladas, saindo às ruas em protestos e cobrando melhorias, resistindo também às investidas da polícia.
Em 1976, com ajuda da comunidade, Benedita da Silva foi eleita presidente do Departamento Feminino da Associação de Moradores do Chapéu-Mangueira. Ainda nessa década, ela se associa ao movimento negro e ao feminismo. 
Assim, foi eleita em 1976 como presidente do departamento feminino da Federação das Associações de Favelas do estado do Rio de Janeiro (Faferj) e o Centro de Mulheres de Favelas e Periferias (Cemuf).
Ela consolidou sua forma de atuação política a partir de vivências concretas, como ela mesma afirmou: “A militância política do pobre começa no berço, no bairro, e não no partido. Foi na rua que aprendi que preciso lutar pela igualdade social entre homens e mulheres.” Essa declaração revela a base popular e combativa de sua trajetória, construída nas margens da sociedade.
Trabalhou como faxineira enquanto estudava para as aulas do colegial e posteriormente do pré vestibular. Formou-se em um curso de auxiliar de enfermagem, conseguindo um trabalho em um hospital.Concluiu os cursos de Serviço Social e Estudos Sociais em 1984, aos 42 anos de idade — um dado significativo que evidencia os obstáculos enfrentados por mulheres negras para acessar o ensino superior. Sua formação tardia, em comparação aos padrões tradicionais, expõe as barreiras estruturais do racismo, do machismo e do sexismo, que historicamente limitam as possibilidades educacionais para essa parcela da população.
A partir daí, sua carreira política avançou rapidamente. Ela ocupou cargos de grande relevância nos poderes Legislativo e Executivo, tornando-se a primeira mulher negra a representar a população brasileira nesses espaços. Participou ativamente da fundação do Partido dos Trabalhadores (PT) e, em 1982, foi eleita vereadora pelo partido com o marcante slogan: “negra, mulher e favelada.” Com isso, reafirmou sua identidade e origem popular, levando para o centro da política institucional a luta contra as desigualdades raciais e de gênero.
Em 1986, foi eleita deputada federal constituinte pelo PT, atuando como titular da Subcomissão dos Negros, das Populações Indígenas e Minorias, além de integrar a Comissão de Ordem Social e a Comissão dos Direitos e Garantias do Homem e da Mulher — espaços estratégicos onde defendeu com firmeza os direitos das populações historicamente marginalizadas.
Sua atuação nos movimentos de favela, no movimento negro e de mulheres foi o início para sua candidatura como vereadora nas eleições municipais de 1982 pela legenda do Partido dos Trabalhadores. Foi a única mulher afro-brasileira eleita para o cargo de deputada federal constituinte, reeleita para um segundo mandato em 1990, sendo eleita senadora em 1994, com mais de 2 milhões e 400 mil votos, e vice-governadora no pleito de 1998.
Seus mandatos foram marcados pela defesa das minorias sociais. É de sua autoria o projeto que inscreveu Zumbi dos Palmares no panteão dos heróis nacionais; Instituiu o dia 20 de novembro como o “Dia Nacional da Consciência Negra”, além de outros projetos que propõem a inclusão de negros nas produções das emissoras de televisão, filmes e peças publicitárias. Também criou delegacias especiais para apurar crimes raciais, cota mínima em instituições de ensino superior, obrigatoriedade do quesito etnia em documentos oficiais, assinou a lei contra o assédio e a favor dos direitos trabalhistas extensivos às empregadas domésticas.
Bené teve sua iniciação política no movimento comunitário da favela e afirmava: “A militância política do pobre começa no berço, no bairro, e não no partido. Foi na rua que aprendi que preciso lutar pela igualdade social para os homens e as mulheres!”

## Vida pessoal

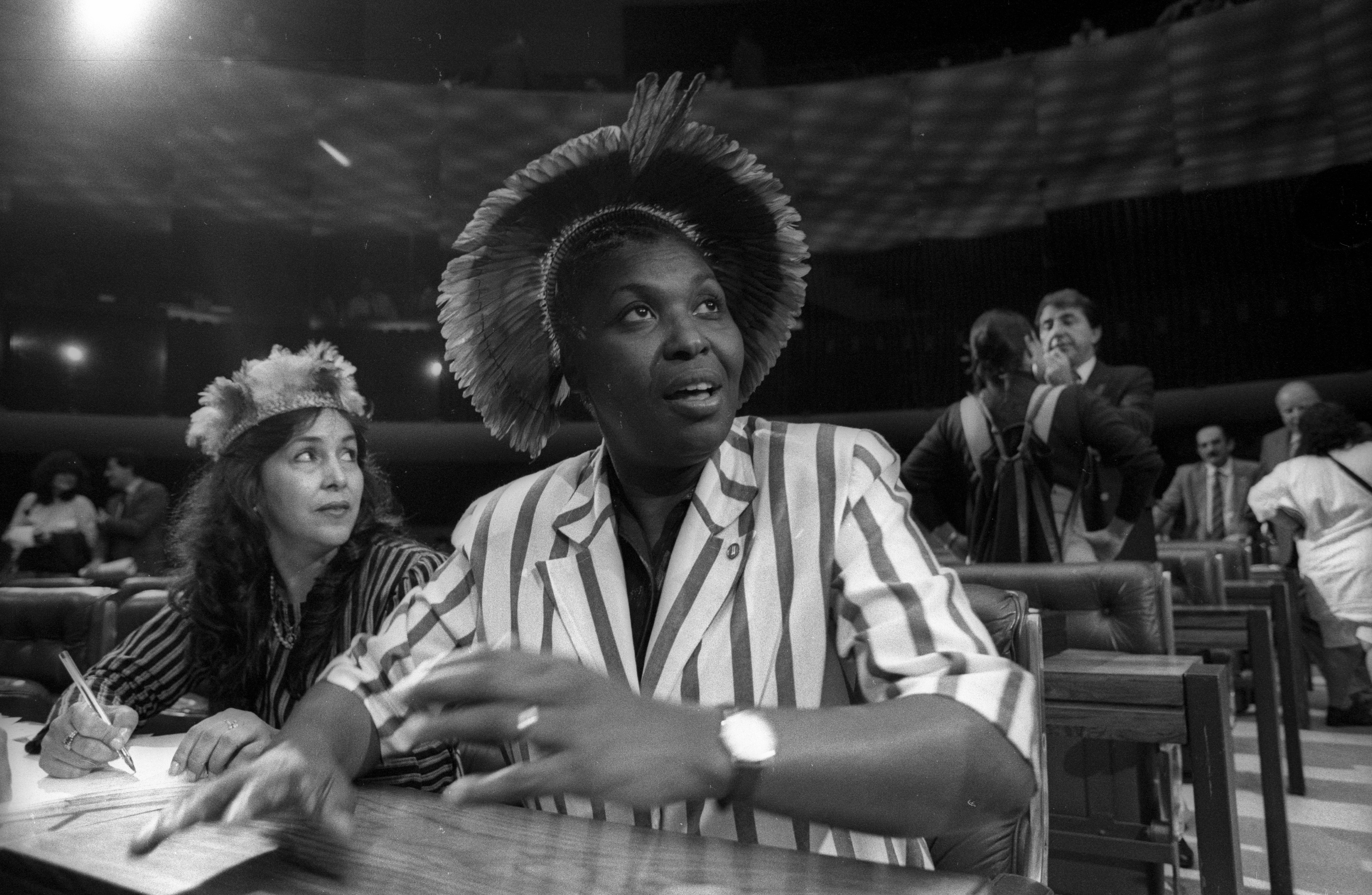
Benedita da Silva no Congresso Nacional em 1988.

Casou-se em 1962 com seu primeiro namorado, o pedreiro Nilton Aldano da Silva. Eles começaram a namorar em 1960. Juntos, tiveram dois filhos: Pedro Paulo Sousa da Silva Aldano, nascido em 1964, e Nilcéa Sousa da Silva Aldano, nascida em 1966. Em 1981 ficou viúva. Em 1982 conheceu o líder comunitário Aguinaldo Bezerra dos Santos, e em 1983 casaram-se. Benedita ficou novamente viúva em 1988. Em 1990 conheceu e iniciou um relacionamento afetivo com o ator e político Antônio Pitanga. Benedita casou-se pela terceira vez em 1992, e até hoje está junto de seu marido. Com o matrimônio, tornou-se madrasta dos atores Rocco Pitanga e Camila Pitanga.

## Carreira política

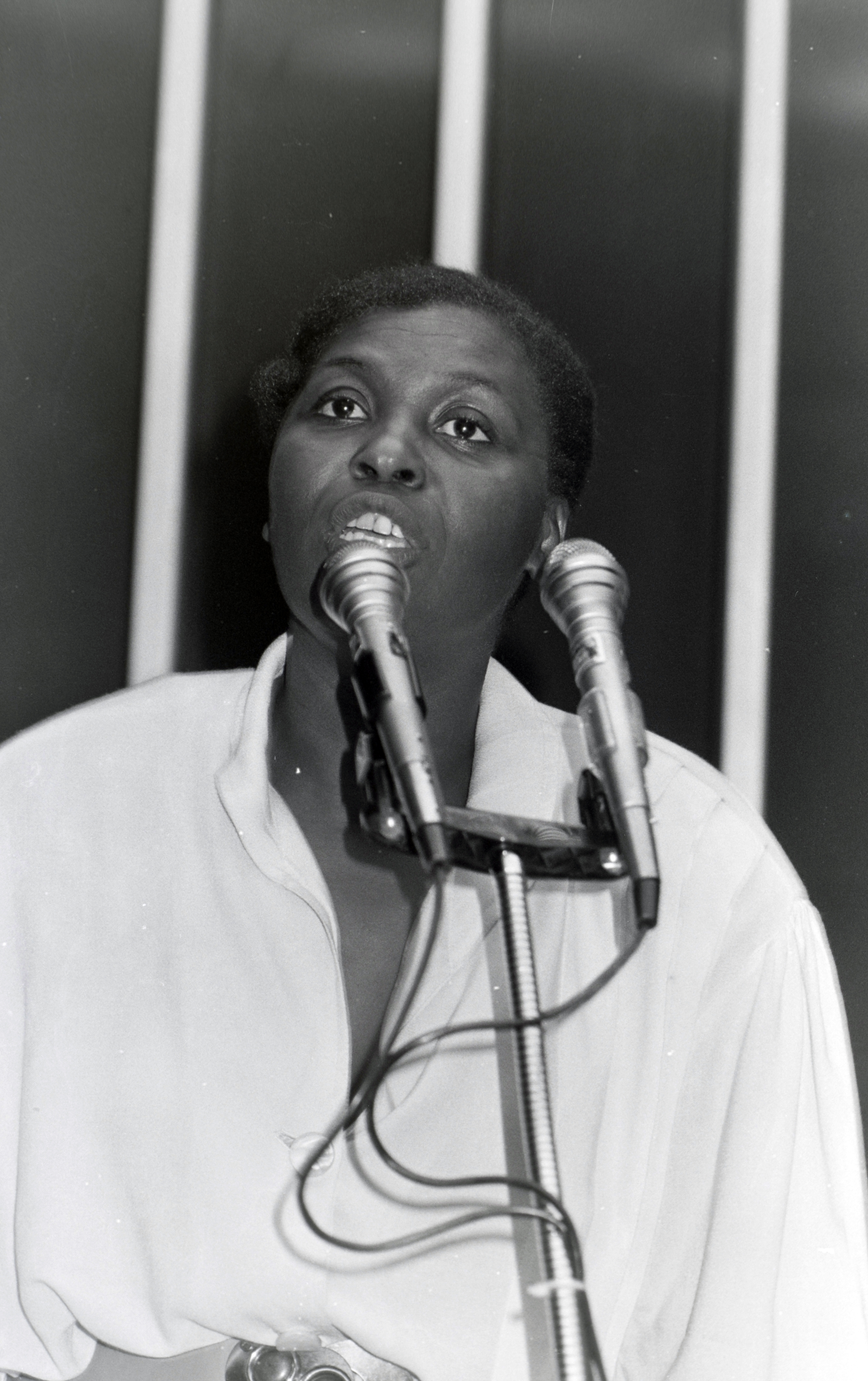
Benedita em pronunciamento na Constituinte.

Em 1980 tomou parte na fundação do Partido dos Trabalhadores (PT), mas iniciou sua carreira política ao se eleger vereadora do Rio de Janeiro em 1982, após militância na Associação de Favelas do Estado do Rio de Janeiro. Em 1986, foi eleita deputada federal, e se reelegeu para este cargo em 1990.
Na Legislatura de 1987-91, Benedita participou da Assembleia Nacional Constituinte, onde atuou como titular da Subcomissão dos Negros, das Populações Indígenas e Minorias. Em seguida, passou à Comissão de Ordem Social e da Comissão dos Direitos e Garantias do Homem e da Mulher.
Em 1992, foi candidata do Partido dos Trabalhadores (PT) a prefeitura do Rio de Janeiro. Terminou o primeiro turno em primeiro lugar, mas foi derrotada no segundo turno por César Maia, candidato do Partido do Movimento Democrático Brasileiro (PMDB). Em 1994, Benedita da Silva foi eleita com expressiva votação (2 248 861 votos) para o Senado Federal, a câmara alta do Poder Legislativo brasileiro. Alguns anos mais tarde, Benedita largaria o Senado para disputar o Governo do Estado do Rio de janeiro, numa aliança política inédita que reuniu todos os partidos progressistas do país.
Foi eleita vice-governadora do Rio de Janeiro em 1998, na chapa de Anthony Garotinho. Para assumir o cargo, renunciou ao mandato de Senadora, que só terminaria em 2002 - assumiu o suplente Geraldo Cândido. Em 2001, presidiu a Conferência Nacional de Combate ao Racismo, Discriminação Racial, Xenofobia e Intolerâncias Correlatas, que reuniu mais de dez mil pessoas de todo país, entre lideranças de ONGs e governos.

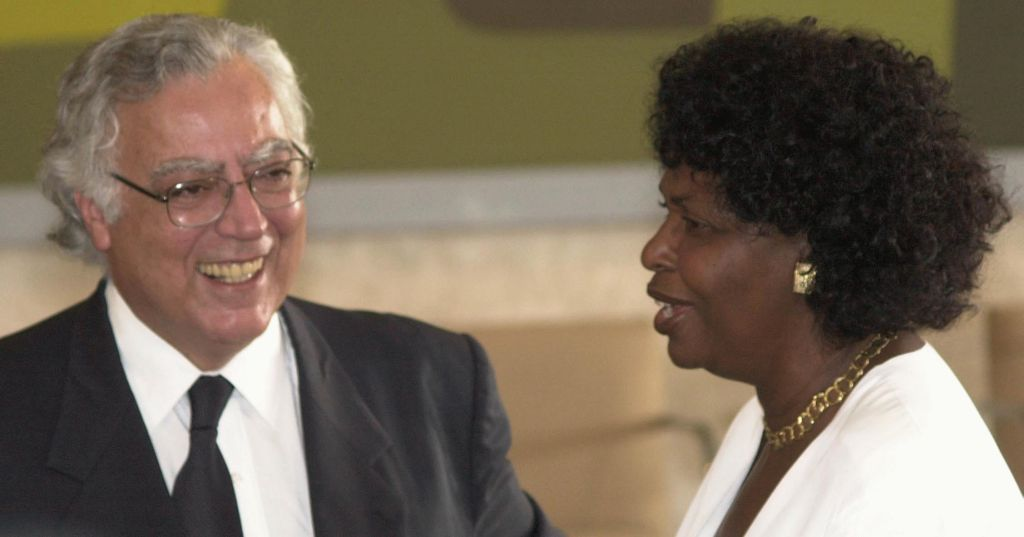
Benedita e o deputado Miro Teixeira.

Com a renúncia de Anthony Garotinho para concorrer à Presidência da República em abril de 2002, assumiu o governo do estado do Rio de Janeiro. Seu governo de nove meses foi marcado por forte crise financeira no estado do Rio de Janeiro e pelo andamento de obras paralisadas no governo de Anthony Garotinho como o emissário da Barra da Tijuca, a despoluição da Baía de Guanabara e as obras da estação Siqueira Campos, da linha 1 do metrô do Rio de Janeiro.
Seu governo também foi marcado por troca de acusações entre ela e seu antecessor pela responsabilidade nos rombos do governo, o TCE-RJ reprovou as contas do exercício de 2002.
Candidata a reeleição ao governo do Rio de Janeiro nas eleições de 2002, foi preterida pelas classes menos abastadas da população, reduto eleitoral do PT, onde Rosinha Garotinho (PSB) alcançou expressivas votações, Benedita teve seus melhores resultados entre as classes A e B (onde Garotinho e seu grupo político possuem alta rejeição) e por isso não conseguiu um novo mandato obtendo 1 954 379 votos (24,44%).
Com a eleição de Luiz Inácio Lula da Silva para a Presidência da República, assumiu em janeiro de 2003 o Ministério da Assistência e Promoção Social. Deixou o governo sob polêmica, após usar recursos públicos em um evento religioso na Argentina. Devolveu o valor das diárias e das passagens após o caso ser divulgado pela imprensa.
Assumiu em janeiro de 2007, a Secretaria de Estado de Assistência Social e Direitos Humanos, no Governo Sérgio Cabral Filho. Foi em 2010 eleita para mais um mandato de deputada federal pelo Rio de Janeiro com 71 036 votos (0,89%), e reeleita em 2014 e 2018, com 48 163 (0,63%) e 44 804 votos (0,58%), respectivamente.
Por sua luta contra o racismo, em 2017 foi homenageada na Exposição "Lembre-se da Escravidão" na ONU. Em junho de 2020, a deputada federal Benedita da Silva (PT-RJ), em nome da ONG Educação e Cidadania de Afrodescendentes e Carentes (Educafro), questionou o Tribunal Superior Eleitoral (TSE) sobre a possibilidade de haver cota nos partidos políticos para candidatos negros e para o financiamento e tempo de propaganda eleitoral de suas campanhas. Em agosto, por 6 votos favoráveis e um contrário, o TSE acatou o pedido e o ministro do Supremo Tribunal Federal, Ricardo Lewandowski, determinou a aplicação das regras já no pleito de 2020.

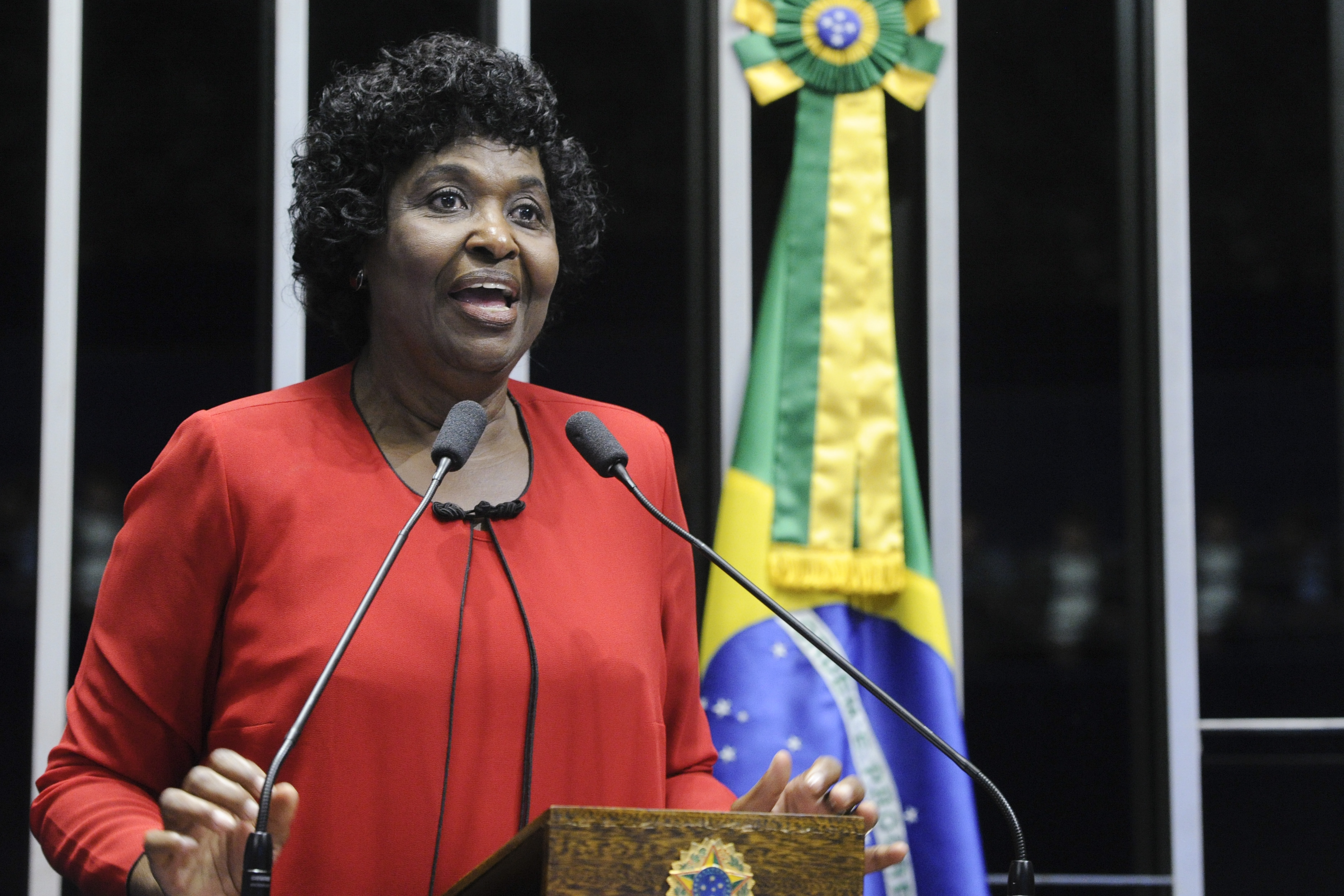
Benedita no exercício do mandato em Brasília.

Benedita da Silva foi autora da Lei de Emergência Cultural Aldir Blanc, no contexto da pandemia de COVID-19 no Brasil.
Foi candidata do Partido dos Trabalhadores (PT) a prefeitura do Rio de Janeiro, nas eleições de 2020. Seu partido oficializou sua pré-candidatura em 3 de julho, após Marcelo Freixo (PSOL) desistir de concorrer às eleições. Os dois formariam uma chapa. Benedita concorreu com o apoio do Partido Comunista do Brasil (PCdoB), que indicou a deputada estadual Rejane de Almeida para a vice. Benedita não passou para o 2° turno, ficando em 4° lugar atrás dos candidatos Eduardo Paes (DEM), Marcelo Crivella (REP) e Martha Rocha (PDT). Recebeu 11,27% (296 847) dos votos, cerca de 900 atrás da candidata do PDT. Benedita ficou neutra no 2° turno, não apoiando Paes ou Crivella.
Em 2022 foi eleita deputada federal (PT) pelo Rio de Janeiro com 113 831 votos.

## Denúncias de improbidade administrativa
Em 2003, a deputada recebeu denúncias por improbidade administrativa pela Procuradoria da República no Distrito Federal. O órgão apontava enriquecimento ilícito, prejuízo ao erário e violação aos princípios da administração pública, em razão de supostas irregularidades em viagens que fizeram em 2003.
As acusações estavam associadas a viagens aparentemente de compromisso oficial utilizadas para emprestar legalidade a viagens pessoais bancada com recursos públicos.
De acordo com a mesma ação, também há indícios de irregularidades na viagem da ministra ao participar, em Washington, no mês de setembro, do encontro "Mulheres no Governo: Impacto na Governabilidade Democrática", promovido pelo Banco Interamericano de Desenvolvimento. Segundo os procuradores, a deputada e a gerente de projetos do Ministério da Assistência e Promoção Social, Valéria Vieira de Moraes, tinham antecipado, na época, a viagem para Nova York acarretaram um gasto adicional de R$ 9 mil aos cofres públicos.
Na mesma denúncia, havia uma terceira viagem, também considerada irregular pelos procuradores. Essa denuncia aponta irregularidades numa viagem, sob a alcunha de oficial, utilizada para acobertar o que foi na verdade um compromisso religioso, com a servidora Ellen Márcia, no encontro "12º Café da Manhã Anual de Orações", em setembro, na Argentina.
Em 2015, a Quinta Promotoria de justiça determinou quebra de sigilo bancário da deputada por, novamente, improbidade administrativa. A justiça tinha apontado irregularidades nos projetos sociais “Mulheres da Paz”, “Projeto” e “Peus - Espaços Urbanos Seguros, entre os períodos de 2008 e 2011, todos executados pela deputada.

## Prêmios e honrarias
Em 2025, Benedita recebeu o título de doutora honoris causa pela Universidade Federal do Rio de Janeiro (UFRJ).

## Desempenho eleitoral
| Ano  | Eleição                     | Partido | Candidata a                                       | Votos     | %                 | Resultado  | Ref    |
| ---- | --------------------------- | ------- | ------------------------------------------------- | --------- | ----------------- | ---------- | ------ |
| 1982 | Estaduais no Rio de Janeiro | PT      | Vereadora                                         | ?         | ?                 | Eleita     | [ 22 ] |
| 1986 | Estaduais no Rio de Janeiro | PT      | Deputada federal                                  | 27 460    | ?                 | Eleita     | [ 23 ] |
| 1990 | Estaduais no Rio de Janeiro | PT      | Deputada federal                                  | 53 278    | ?                 | Eleita     | [ 24 ] |
| 1992 | Municipal do Rio de Janeiro | PT      | Prefeita                                          | 833 559   | 32,94% (1º Turno) | Não eleita | [ 22 ] |
| 1992 | Municipal do Rio de Janeiro | PT      | Prefeita                                          | 1 326 678 | 48,11% (2º Turno) |            | [ 22 ] |
| 1994 | Estaduais no Rio de Janeiro | PT      | Senadora                                          | 2 249 861 | 22,70%            | Eleita     | [ 22 ] |
| 1998 | Estaduais no Rio de Janeiro | PT      | Vice-governadora Titular: Anthony Garotinho (PDT) | 3 083 441 | 46,86% (1º Turno) | Eleita     | [ 25 ] |
| 1998 | Estaduais no Rio de Janeiro | PT      | Vice-governadora Titular: Anthony Garotinho (PDT) | 4 259 344 | 57,98% (2º Turno) |            | [ 25 ] |
| 2000 | Municipal no Rio de Janeiro | PT      | Prefeita                                          | 733 693   | 22,63%            | Não Eleita |        |
| 2002 | Estaduais no Rio de Janeiro | PT      | Governadora                                       | 1 954 379 | 24,45%            | Não eleita | [ 26 ] |
| 2010 | Estaduais no Rio de Janeiro | PT      | Deputada federal                                  | 71 036    | 0,95%             | Eleita     | [ 27 ] |
| 2014 | Estaduais no Rio de Janeiro | PT      | Deputada federal                                  | 48 163    | 0,63%             | Eleita     | [ 28 ] |
| 2018 | Estaduais no Rio de Janeiro | PT      | Deputada federal                                  | 44 804    | 0,58%             | Eleita     | [ 29 ] |
| 2020 | Municipal do Rio de Janeiro | PT      | Prefeita                                          | 296 847   | 11,27%            | Não eleita | [ 30 ] |
| 2022 | Estaduais no Rio de Janeiro | PT      | Deputada federal                                  | 113 831   | 1,31%             | Eleita     | [ 31 ] |